# Varnava Rosić
Varnava Rosić – ali patriarh Varnava, se je rodil kot Petar Rosić (srbsko Петар Росић/Petar Rosić) *29. avgust 1880 Pljevlja (Otomanski imperij, †23.  julij 1937 Beograd (Jugoslavija) je bil pravoslavni menih, duhovnik, škof, metropolit in patriarh. 
40. patriarh Srbske pravoslavne Cerkve, 1930 - 1937. 

## Življenjepis

### Poreklo in šolanje
Peter se je rodil v Pljevlji v Črni gori 11. septembra 1880. Njegova starša – oče Đorđe Rosić in mati Krsmana Pejatović – sta bila kmečkega porekla. Krstili so ga v tamkajšnjem Samostanu Svete Trojice. 
Osnovno šolo je obiskoval v domači Plevlji, bogoslovno-učiteljsko pa dokončal v Prizrenu leta 1899, ko je postal štipendist ruskega sinoda. Študij je nadaljeval na peterburški bogoslovni akademiji in si 1905 zaslužil naziv bogoslovni pripravnik. 
30. aprila 1905 se je zamenišil pod imenom Barnaba (srbsko in rusko Varnava), ter mu je njegov rektor in škof Sergij podelil tonzuro. Za diakona ga je posvetil 6. maja, a za duhovnika 6. junija istega leta petrograjski škof in metropolitVadkovski. Tako je v ruskem Sankt Peterburgu 1905 končal Duhovno akademijo z naslovom duhovnik-jeromonah.

### Cerkvene službe
1905 je Varnava odpotoval v Carigrad, kjer je deloval kot kaplan-duhovnik na srbskem veleposlaništvu v Otomanskem cesarstvu. Pisal je članke v Carigrajski list v srbščini, vodil srbsko šolo in sodeloval s carigrajskim patriarhatom. 
21. marca 1910 ga je Carigrajski patriarhat izvolil za škofa veleško-debarske škofije. Zdel se jim je v prizadevanjih za obnovitev krščanstva v nekdanjih turških krajih bolj primeren od Nikolaja Velimirovića - ohridsko-bitolskega škofa. 23. aprila 1910 ga je na Lazarjevo soboto pet metropolitov posvetilo za škofa v Stolnici sv. Jurija v Carigradu.
V Makedoniji se je med Balkanskima vojnama strinjal z upravljanjem osvojenih ozemelj. 
Po priključitvi Makedonije Kraljevini Srbiji so  bili izgnani bolgarski in grški pravoslavni duhovniki; Varnava je takrat postal upravitelj tudi bitoljske in ohridske ter dela strumiške škofije ter širil srbstvo ter gradil nove cerkve in skrbel za popravilo dotrajalih.
V Prvi svetovni vojni se je skupaj z ljudstvom in vojsko moral umakniti skozi Albanijo na otok Krf. Odpotoval je v Rusijo kot odposlanec, ki je bil navzoč tudi pri volitvah novega ruskega patriarha. V političnem življenju so si tam ravno takrat sledile ena za drugo korenite spremembe. Tako je osebno doživljal Oktobrsko revolucijo - kar se mu je neizbrisno vtisnilo v spomin in je to v svojih govorih in poslanicah poslej večkrat omenjal. 
Tudi po koncu vojne - od 1919 do 1920 – je vladika Varnava upravljal vse pravoslavne škofije v južni Srbiji, današnji Makedoniji. 1920 je nastala enotna srbska patriarhija in takrat je bil izvoljen za skopskega metropolita 17. novembra 1920, a 30. novembra 1920 je začel službo  kot cerkveni poglavar nad vsemi temi kraji.

## Patriarh

### Nastanek SPC in njen prvi patriarh
V Makedoniji je bil na osrednjem cerkvenem položaju deset let. 12. aprila 1930 pa je bil izvoljen za srbskega patriarha.
Združitev pravoslavnih cerkva z območja novoustanovljene Kraljevine SHS - s šesterimi različnimi pravnimi sistemi - je bila dogovorjena na štirih zborovanjih od 1918 do 1920. Regent Aleksander je imel veliko vlogo pri tem združevanju.

### Po desetletju drugi patriarh SPC
25. aprila 1930 je bil na Lazarjevo soboto izvoljen za 40. patriarha Srbske pravoslavne Cerkve, ki pa je pod tem nazivom obstajala šele eno desetletje. 
Te volitve je opravil glede na predpise Sveti škofovski zbor Srbske pravoslavne Cerkve, ki ni imel lahkega dela.
V njegovem času se je gradilo veliko cerkvenih objektov zlasti po Beogradu – usodno pa je bilo, da je umrl ravno sredi Konkordatne krize, in tako verjetno ni mogel odločilno vplivati na potek dogodkov. 

### Delovanje
Patriarh Varnava je nadaljeval delo svojega predhodnika. Sodeloval je s kraljem Aleksandrom najprej pri poenotenju šesterih različnih pravnih cerkvenih ureditev, ki jih je v novo državo prinesla ne le pravoslavna, ampak tudi katoliška Cerkev in vse druge verske skupnosti, ki so se prostirale skozi zgodovino na različnih področjih. Po uvedbi Šestojanuarske diktature pa je podpiral jugoslovanski nacionalizem, v katerem je pravzaprav gledal "razširjeni srbski svet". 
Onadva sta se dobro poznala; imela prijateljske odnose in sta tesno sodelovala tako v državnih kot v cerkvenih zadevah, kjer je samodržni kralj imel glavno besedo. Atentat v Marseju 1934 je sicer podrl pomembno patriarhovo podporo, vendar ga je streznil od vsiljevanega jugoslovanstva o enem narodu v treh plemenih, kar je dražilo prav vse jugoslovanske narode in narodnosti. Trezni rodoljubi so slutili nevarnost ne le za obstoj mlade večnarodnostne države, ampak tudi za sam obstoj krščanstva, ki pa ni znalo najti skupnega jezika in to se je usodno pokazalo zlasti v konkordatni krizi.
Njegovo delovanje pa je zajelo tudi bratsko Rusko pravoslavno Cerkev; precej ruskim vernikom, duhovnikom in škofom je namreč upelo pobegniti iz sovjetskega komunističnega "raja" - in zanje je bilo treba primerno poskrbeti duhovno in gmotno. Izredno lepo je uspelo v tem pogledu srečanje tujih ruskih škofov pod Varnavim vodstvom v Sremskih Karlovcih 1935. Na tem srečanju ruskih škofov, ki so delovali zunaj Sovjetske zveze raztreseni po Evropoi, so izdelali glede na izredne razmere »Začasni pravilnik o Ruski pravoslavni cerkvi v tujini« in sicer oktobra 1935. Za ruske vernike so omogočili postavljanje tako imenovanih "ruskih cerkva", ki po pravilu niso bile velike, ampak so bile izredno lepo okrašene. Taka "Ruska cerkev" je postavljena v Velikem Bečkereku nedaleč od Zrenjaninske stolnice - Cerkve svetega Janeza Nepomuka; podobna  pa je zrasla tudi v Beogradu v neposredni bližini Cerkve sv. Marka. 
Varnava je bil kot škof leta 1917 odposlanec Srbske pravoslavne Cerkve in države na zborovanju Ruske pravoslavne Cerkve v Moskvi, ki je obnovilo ruski pravoslavni patriarhat in izvolilo Tihona za patriarha. Tako je bil nepredvideni očividec dogodkov Oktobrskega prevrata – kar se mu neizbrisno vtisnilo v spomin. Zato je toliko bolje razumel stisko beguncev, ki so si z begom rešili golo življenje. V svoji Božični poslanici 1935 piše: 
| Božićna poslanica 1935. godine | Božična poslanica leta 1935 |
| --- | --- |
| „Nemoćan je ljudski jezik. On ne može, ne ume izraziti kolikih je razmera svirepost, kojom ti neodgovorni upravljači muče i razapinju pitomi ruski narod. Šta je to mračni srednji vek? Tada cela Evropa ako je imala trideset miliona stanovnika. Šta je to feudalizam? Šta je to zloglasna inkvizicija u Španiji, u Francuskoj, u Engleskoj, u Nemačkoj? Sve su to bile sitnice, minijaturne, blede slike jednog prolaznog zla u poređenju sa današnjim paklenim postupanjem, totalnim i sistematskim utamanjivanjem ruskog naroda, koji broji sto pedeset miliona.“ | »Človeški jezik je nemočen. Ne more, ne zna izraziti razsežnosti podle krutosti, s katero ti neodgovorni upravljavci mučijo in križajo pohlevno rusko ljudstvo. Kaj je v primeri s tem mračni srednji vek? Vsa Evropa je takrat štela trideset milijonov prebivalcev. Kaj je fevdalizem? Kaj je zloglasna inkvizicija v Španiji, Franciji, Angliji, Nemčiji? Vse to so bile malenkosti, pomanjšane, blede podobe minljivega zla v primerjavi z današnjim peklenskim divjanjem, popolnim in načrtnim ubijanjem ter iztrebljanjem sto petdesetmilijonskega ruskega ljudstva.« |

Kot najboljše sredstvo zoper brezboštvo in versko ravnodušnost je patriarh Varnava poudarjal zvestobo verskim izročilom. Tako spodbuja vernike v božični poslanici naslednje leto:
| Патријарх Варнава у Божићној посланици 1936. | Patriarh Barnaba v Božični poslanici 1936 |
| --- | --- |
| "Или ћемо бити Срби свјесни своје прошлости и аманета наших отаца и прадједова или - отпадници нације, интернационалисте, тј. припадници некакве магле, грађани бјелосвјетски, рушиоци живота и свега, без националног поноса, без вјере, без морала". | »Ali bomo Srbi v svesti si svoje preteklosti in zapuščine očetov in pradedov ali pa – odpadniki naroda, internacionalisti, torej pripadniki nekakšne megle, belosvetski državljani, uničevalci življenja in vsega, brez narodnostnega ponosa, brez vere, brez nravnosti«. |

### Konkordatna kriza
Pij XI. si je po ureditvi razmer v Italiji z Lateranskimi sporazumi - ko je bilo rešeno Rimsko vprašanje in vzpostavljena suverena država Vatikan - veliko obetal s podobnimi sporazumi z mnogimi evropskimi in tudi neevropskimi deželami, ki so si sledile ena za drugo. Uspel je doseči celo za Cerkev dokaj ugoden sporazum s Hitlerjevo Nemčijo ne računajoč s tem, da ga bo samodržec začel že od začetka kršiti v več važnih točkah. Sodobna zgodovinarja Seppelt-Löffler ugotavljata v svoji Zgodovini papežev (1933), ko opisujeta in hvalita Lateranske sporazume (1929) ter naštevat konkordate, ki so jim predhodili ali sledili, da v nekaterih primerih zadeve niso potekale ravno gladko - a najtrši oreh da sta bili deželi s pravoslavno večino in sicer  in: trdita, da so torej že tedaj (pred 1933) "odnosi z Jugoslavijo in Romunijo bili težavni"..
1935 je bil kljub oviram podpisan tudi z Jugoslavijo konkordat, ki naj bi katoličane v pravicah izenačil s pravoslavnimi. Samo podpisovanje ni naletelo na nasprotovanje ali zunanje nemire. Težave so pa nastale, ko je bilo treba predložiti podpisano listino na odobritev ali ratifikacijo v Skupščini. To je naletelo v nekaterih visokih krogih in pri patriarhu na hud odpor. Tedaj je sam patriarh Varnava nenadoma zbolel. Pravoslavno vodstvo, ki je menilo, da odslej Srbska pravoslavna Cerkev kot izrazito »jugoslovansko usmerjena« ne bo več uživala nekaterih privilegijev, se ni hotelo pomiriti s tem, da bi postali katoličani njim enaki. Predsednik vlade Stojadinović je osebno zbranim arhirejem v "Patrijaršiji" pojasnil, da konkordat ne bo na škodo SPC; da ne bi bilo nesporazumov, so v besedilo izrečno dodali stavek, da se ugodnosti (zlasti gmotne), ki jih s konkordatom pridobiva Katoliška Cerkev, nanašajo tudi na pravoslavno, muslimansko in vse druge priznane veroizpovedi v državi; dobil pa je vtis, da bi bilo bolje, ko ne bi bil ničesar razlagal, saj je zbor škofov jasno pokazal, da ga ne mara niti poslušati niti upoštevati in je dobil vtis, ko da govori gluhim ušesom.
Za Novo leto 1937 je hotel patriarh torej izdati poslanico, v kateri je konkordat označil za pogodbo s „črnim poglavarjem črne internacionale“ in pozval ljudstvo, naj se dvigne kot „vojska božja proti vojski satanski“; v njej je bilo še več podobnih sovražnih izjav zoper Katoliško Cerkev na splošno in zoper kakršenkoli konkordat posebej. Oblasti so prepovedale tiskanje brošure, patriarh je nenadoma zbolel, pa so razširile govorice, da je bil zastrupljen. 19. julija je bilo glasovanje o spornem sporazumu; istega dne je bil sklican shod, ki naj bi bil namenjen za molitve za zdravje bolnega patriarha. Shod od "Saborne cerkve" do "Stare cerkve Sv. Sava" je bil kot tak sicer dovoljen, vendar so oblasti prepovedale mimohod poleg Skupščine, kjer se je ravno takrat glasovalo glede konkordata. Organizatorji pa so hoteli ravno v to smer in tako se je shod sprevrgel v spopad z žandarmerijo, v tako imenovano Krvavo procesijo (Krvavo litijo) Tega večera je bil konkordat v skupšini sicer izglasovan, vendar zaradi Konkordatne krize nikoli ratificiran.
Žal je patriarh hudo zbolel ravno v najusodnejšem trenutku, in tako ni mogel več vplivati na usodne dogodke. On bi bil namreč edina avtoriteta, ki bi lahko mirila in brzdala razgrete duhove nestrpnosti, ki so že ušli iz Pandorine skrinjice.
Nasprotniki so tako dosegli svoj cilj: konkordat je bil sicer izglasovan, vendar se ga nihče ni upal zaradi bojevitega nasprotovanja SPC ratificirati.
Zgodovinar Malcolm pravi o tistih časih: "Največja razdiralna sila v jugoslovanski politiki teh let je bil srbski nacionalizem: Srbi so s hudimi demonstracijama uspeli preprečiti sklepanje konkordata med Jugoslavijo in Vatikanom leta 1937." To je bil pravzaprav začetek konca Jugoslavije.

## Bolezen, smrt in spomin

### Zastrupljen?
Patriarh Varnava je torej nenadoma zbolel, v noči po izglasovanju konkordata pa je umrl; tako je že med procesijo za njegovo ozdravljenje burila duhove govorica, češ da je bil zastrupljen. 
Glede tega piše v svojih „Spominih“ soudeleženec Konkordatne krize, takratni predsednik vlade Stojadinović, ki ugotavlja, da razen ožjega kroga k patriarhu nihče ni imel pristopa. Najprej opere sum s sebe, notranjega ministra Korošca in sploh s takratne vlade, ki da ji je usoda ugrabila patriarha Varnava ravno takrat, ko bi ji bil najbolj potreben. Kljub drugačnemu splošnemu vtisu po njegovih javnih nastopih Stojadinović še vedno goji prepričanje, da izobraženi cerkveni dostojanstvenik le ni mogel biti tako primitiven, da bi verjel v dnevne čenče zoper konkordat: „On je osebno namreč zelo dobro vedel, da konkordat ne vsebuje ničesar neugodnega za državne koristi, najmanj pa je z njim ogrožena Pravoslavna Cerkev.“ Vlada torej ne bi mogla imeti razlogov za njegovo zastrupitev. O možnem osumljencu piše nadalje - vendar o tem še danes ni soglasja:
| Dve verzije o trovanju patrijarha Varnava Rosića | Dve različici o zastrupitvi patriarha Varnava |
| --- | --- |
| Nama su bile poznate od mnogih verzija o trovanju patrijarha Varnave, dve. Jednu od njih nam je pričao pokojni Ljubomir Šćepanović, sveštenik, čovek veoma skroman i tih, ali čvrsta karaktera i veoma blizak pokojnom patrijarhu Varnavi kod koga je vršio nadzor nad ekonomskim poslovima njegovim. On je kazivao da je sumnja padala na dvojicu ruskih emigranata, jednoga jeromonaha, zvao se Arsenije, i jednoga koji je bio kuvar patrijarhov. Posle smrti patrijarha Varnave nestalo ih je obadvojice… | Nam (tj. vladi) sta nam bili od številnih različic o zastrupitvi patriarha Barnaba znani dve. Eno od njih nam je povedal pokojni Ljubomir Šćepanović, duhovnik, zelo skromen in tih človek, a močnega značaja in zelo blizu pokojnemu patriarhu Varnaviju, kjer je nadzoroval njegove gospodarske zadeve. Povedal je, da je sum padel na ruska emigranta, enega jeromonaha po imenu Arsenij, in enega, ki je bil patriarhov kuhar. Po smrti patriarha Barnaba sta oba izginila... |

Drugi osumljenec je bil glede na govorice Bogdanović, politik ter temeljit poznavalec zgodovine in klasičnih jezikov, ki mu je bil Varnava boter, medtem ko je on bil patriarhov svetovalec pri mnogih zgodovinskih in cerkvenih vprašanjih. Verjetno je bil ta izobraženec zaradi dobrih zvez s Korošcem – saj je bil njegov pomočnik, ko je bil Korošec prosvetni minister, tudi osumljen, da je zastrupil patriarha. Med nemško okupacijo Srbije je bil Bogdanović predsednik upravnega odbora Kolarčeve nadarbine (zadužbine) v Beogradu. O tem sumu, ki ga je globoko užalil in prizadel, je ves potrt takrat potožil pred neko sejo tega upravnega odbora on sam. Prisegal je in se rotil, da je vse peklenska in hudobna izmišljotina njegovih nasprotnikov, ki jih ni imel malo. Namignil je, da bo o tem pisal in povedal vse, kar ve, ko bo konec vojne. Kot tesen sodelavec patriarha Varnave iz časa, ko sta skupaj delovala v južni Srbiji (tj. v Makedoniji), je imel Bogdanović bogato arhivsko gradivo, vendar je kmalu po koncu Druge svetovne vojne umrl nekje v Avstriji in odnesel skrivnosti s seboj. 
Med številnimi teorijami zarote ena domneva, „da so patriarha zastrupili Nemci“; to je kaj malo verjetno, saj je bil Rosić ne le antikomunist, ampak tudi znan antisemit in fanatičen Hitlerjev občudovalec.
Druga taka teorija vpleta – seveda zopet brez slehernega dokaza  – celo jezuite, ki so vedno pri roki kot dežurni krivci za vse vrste zarot; ta članek pa je med drugim tako površen, da je patriarhovo smrt prestavil celo za nekaj dni.
Vsekakor ni treba dvomiti, da so konkordatno krizo pozorno spremljale tuje obveščevalne službe, med njimi zlasti britanska, ki naj bi imela vpliv tudi na žiškega škofa Nikolaja; ali in koliko pa so bile vmešane, vse do danes ni znano.

### Smrt
Istega večera - po nekaterih virih ravno med samim glasovanjem v skupščini - po drugih ponoči, od 23. na 24. julij 1937, je patriarh Varnava umrl; kot blisk se je takrat razširila do danes nedokazana trditev, da je bil zastrupljen. 
Resnična ali izmišljena - prikazana kot "teorija zarote" - ta smrt najvišjega poglavarja sestrinske Cerkve še danes buri duhove.

### Spomin

#### Njegova rojstna hiša in spomenik
Patrijarhova rojstna hiša v Pljevlji je bila v zasebni lasti in prepuščena zobu časa; lastnik jo je spomladi 2019 porušil. 
Tam ima patriarh Varnava tudi svoj trg, kjer mu nameravajo postaviti še spomenik.

#### Odlikovanja
- Odličje Karadžordževe zvezde Veliki križ; Kraljevina Jugoslavija
- Kraljevsko odličje Belega orla Veliki križ Kraljevina Jugoslavija[43]
- Kraljevsko odličje Svetega Sava Veliki križ; Kraljevina Jugoslavija
- Odličje za zasluge I. reda; Republika Libanon[44]
- Odličje sv. Aleksandra Veliki križ; Kraljevina Bolgarija[45]

### Patriarh Varnava Rosič
(srbsko)
- Вуковић, Сава (1996). Српски јерарси од деветог до 20. века (Serbian Hierarchs from the 9th to the 20th Century). Београд: Евро.
- Васовић Милорад : Историја Пљеваља — Патријарх српски Варнава
- Ацовић, Драгомир (2013). Слава и част - Одликовања међу Србима: Срби међу одликовањима. Београд: Службени гласник. ISBN 978-86-519-1750-2.
- Јагодић, Милош (2012). »Православна црква у новим крајевима Србије (1912—1915)« (PDF). Српске студије (3): 101–135. Arhivirano iz prvotnega spletišča (PDF) dne 23. novembra 2015. Pridobljeno 31. julija 2017.
- Радић, Радмила; Исић, Момчило (2015). Српска црква у Великом рату 1914—1918. Београд-Гацко: Филип Вишњић, Просвјета.
- Јаковљевић, Слободан (2014). »Српска православна црква у конкордатској борби 1937. године - покушај нове синтезе« (PDF). Богословље: Часопис Православног богословског факултета у Београду. 73 (2): 272–295. Arhivirano iz prvotnega spletišča (PDF) dne 11. avgusta 2019. Pridobljeno 6. februarja 2018.
- Јаковљевић, Слободан (2015). »Српска православна црква у конкордатској борби 1937. године - покушај нове синтезе (II део)« (PDF). Богословље: Часопис Православног богословског факултета у Београду. 74 (1): 269–293. Arhivirano iz prvotnega spletišča (PDF) dne 11. avgusta 2019. Pridobljeno 6. februarja 2018.
- Пузовић, Предраг (2013). »Последњи дани патријарха Варнаве« (PDF). Богословље: Часопис Православног богословског факултета у Београду. 72 (2): 241–255.
- Ђоко Слијепчевић: Конкордат и смрт патријарха Варнаве
- Слијепчевић, Ђоко М. (1966). Историја Српске православне цркве. Zv. књ. 2. Минхен: Искра.
- Слијепчевић, Ђоко М. (1986). Историја Српске православне цркве. Zv. књ. 3. Келн: Искра.
- Dobrica Gajić: Varnava, patrijarh srpski

(angleško)
- Matthew Feldman, Marius Turda, Tudor Georgescu: Clerical Fascism in Interwar Europe – Varnava Rosić. Routledge Publisher, Milton Park 2008, 85 str. ISBN=978-1-138-01138-0<ref name="Christian-Kind">
- Philip J. Cohen, David Riesman:  Serbia’s secret war: propaganda and the deceit of history. Texas A&M University Press, 1996. 72 pages. ISBN=0-89096-760-1
- Jovan Byford: Denial and Repression of Antisemitism: Post-communist Remembrance of the Serbian Bishop Nikolaj Velimirovic. Central European University Press, 2009, p. 52-53. ISBN=978-963-9776-31-9

(nemško)
- Hans-Joachim Härtel: Varnava. In: Mathias Bernath / Karl Nehring (Hrsg.): Biographisches Lexikon zur Geschichte Südosteuropas, Band 4. München 1981, S. 386–387 (biolex.ios-regensburg.de abgerufen am: 23. November 2017).
- Hildegard Pank: Grenzerfahrungen. Eine Annäherung an die serbische Performerin Marina Abramović. GRIN Verlag, Halle (Saale) 2013, 6 str.
- Christian Kind: Krieg auf dem Balkan: Der jugoslawische Bruderstreit: Geschichte, Hintergründe, Motive (Hervorhebung=Varnava konkordat). Verlag=F. Schöningh. Paderborn 1994, Seiten 73. ISBN=3-506-74449-6

### Zgodovina
(srbsko)
- Устав српске православне цркве
- Богдановић, Димитрије (1981). »Преображај српске цркве«. Историја српског народа. Zv. 1. Београд: Српска књижевна задруга. str. 315–327.
- Богдановић, Димитрије (1982). »Оживљавање немањићких традиција«. Историја српског народа. Zv. 2. Београд: Српска књижевна задруга. str. 7–20.
- Вуковић, Сава (1996). Српски јерарси од деветог до двадесетог века. Београд: Евро.
- Јаковљевић, Слободан (2014). »Српска православна црква у конкордатској борби 1937. године - покушај нове синтезе« (PDF). Богословље: Часопис Православног богословског факултета у Београду. 73 (2): 272–295. Arhivirano iz prvotnega spletišča (PDF) dne 11. avgusta 2019. Pridobljeno 6. februarja 2018.
- Јаковљевић, Слободан (2015). »Српска православна црква у конкордатској борби 1937. године - покушај нове синтезе (II део)« (PDF). Богословље: Часопис Православног богословског факултета у Београду. 74 (1): 269–293. Arhivirano iz prvotnega spletišča (PDF) dne 11. avgusta 2019. Pridobljeno 6. februarja 2018.
- Јевтић, Атанасије (1991). »О унијаћењу на територији Српске православне цркве« (PDF). Теолошки погледи. 24 (1–4): 131–146. Arhivirano iz prvotnega spletišča (PDF) dne 1. oktobra 2020. Pridobljeno 23. marca 2018.
- Калезић, Димитрије М., ur. (2002). Енциклопедија православља. Zv. 1. Београд: Савремена администрација.
- Калезић, Димитрије М., ur. (2002). Енциклопедија православља. Zv. 2. Београд: Савремена администрација.
- Калезић, Димитрије М., ur. (2002). Енциклопедија православља. Zv. 3. Београд: Савремена администрација.
- Поповић, Радомир В. (1997). Српска црква у историји (1. izd.). Србиње: Хиландарски фонд.
- Поповић, Радомир В. (2007). Српска црква у историји: Зборник студија из историје Српске цркве. Београд: Академија Српске православне цркве за уметности и конзервацију.
- Пузовић, Предраг (2000). Кратка историја Српске православне цркве (1219—2000). Крагујевац: Каленић.
- Пузовић, Предраг (2010). Српска патријаршија: Историја Српске православне цркве. Нови Сад: Православна реч.
- Пузовић, Предраг (2013). »Улога свештенства у Балканским ратовима« (PDF). Богословље: Часопис Православног богословског факултета у Београду. 72 (1): 93–111. Arhivirano iz prvotnega spletišča (PDF) dne 5. junija 2020. Pridobljeno 6. februarja 2018.
- Пузовић, Предраг (2013). »Последњи дани патријарха Варнаве« (PDF). Богословље: Часопис Православног богословског факултета у Београду. 72 (2): 241–255.
- Пузовић, Предраг (2014). Прилози за историју Српске православне цркве. Zv. 4. Београд: Православни богословски факултет, Институт за теолошка истраживања.
- Пузовић, Предраг (2015). »Српска православна црква и балкански ратови«. Први балкански рат 1912—1913: Историјски процеси и проблеми у светлости стогодишњег искуства. Београд: Српска академија наука и уметности. str. 297–304.
- Radić, Radmila (1995). Verom protiv vere: Država i verske zajednice u Srbiji 1945—1953. Beograd: Institut za noviju istoriju Srbije.
- Радић, Радмила (2002b). Држава и верске заједнице 1945—1970. Zv. 2. Београд: Институт за новију историју Србије.
- Радић, Радмила (2005). Патријарх Павле: Биографија. Београд: Новости, Танјуг.
- Радић, Радмила (2006). Живот у временима: Гаврило Дожић 1881—1950 (1. izd.). Београд: Институт за новију историју Србије.
- Радић, Радмила (2011) [2006]. Живот у временима: Патријарх Гаврило Дожић 1881—1950 (2. доп. izd.). Београд: Православни богословски факултет.
- Радић, Радмила; Исић, Момчило (2015). Српска црква у Великом рату 1914—1918. Београд-Гацко: Филип Вишњић, Просвјета.
- Руварац, Иларион (1896). Одломци о грофу Ђорђу Бранковићу и Арсенију Црнојевићу патријарху. Београд: Српска Краљевска Академија.
- Слијепчевић, Ђоко М. (1959). Питање Македонске православне цркве у Југославији. Минхен.
- Слијепчевић, Ђоко М. (1962). Историја Српске православне цркве. Zv. књ. 1. Минхен: Искра.
- Слијепчевић, Ђоко М. (1966). Историја Српске православне цркве. Zv. књ. 2. Минхен: Искра.
- Слијепчевић, Ђоко М. (1986). Историја Српске православне цркве. Zv. књ. 3. Келн: Искра.
- Слијепчевић, Ђоко М. (1969). Македонско црквено питање. Минхен: Искра.
- Слијепчевић, Ђоко М. (1980). Михаило, архиепископ београдски и митрополит Србије. Минхен: Искра.
- Ћирковић, Сима (2004). Срби међу европским народима. Београд: Equilibrium.

(angleško)
- Radić, Radmila (2015). »The Serbian Orthodox Church in the First World War«. The Serbs and the First World War 1914—1918. Belgrade: Serbian Academy of Sciences and Arts. str. 263–285.
- Radojević, Mira; Mićić, Srđan B. (2015). »Serbian Orthodox Church cooperation and frictions with Ecumenical Patriarchate of Constantinople and Bulgarian Exarchate during interwar period«. Studia academica šumenesia. 2: 126‒143. {{navedi časopis}}: Sklic ima neznan prazen parameter: |1= (pomoč)

(nemško)
- Franz Xaver Seppelt – Universitätsprofessor in Breslau und Klemens Löffler, Direktor der Universitätsbibliothek in Köln: Papstgeschichte von den Anfängen bis zur Gegenwart. Mit 919 Bildern, Verlag Josef Kösel&Friedrich Pustet, München 1933.